# 诺沃斯赫赫拉
诺沃斯赫赫拉（Nowshehra），是印度查谟-克什米尔邦Rajauri县的一个城镇。总人口4415（2001年）。

## 人口
该地2001年总人口4415人，其中男性2314人，女性2101人；0—6岁人口553人，其中男317人，女236人；识字率79.30%，其中男性为81.85%，女性为76.49%。